# 赫伯特·亨利·陶
赫伯特·亨利·陶（英語：Herbert Henry Dow，1866年2月26日—1930年10月15日），是一位加拿大-美国化学家。

## 生平
1866年生於加拿大安大略省贝尔维尔，1888年毕业于凯斯西储大学，1897年创办陶氏化工。